# Otevřený formát
Otevřený formát je publikovaná specifikace pro uchovávaní digitálních údajů, obvykle udržovaná neproprietární standardizační organizací, bez právních omezení na používání. Otevřený formát může být implementovatelný i proprietárním i open source softwarem, při použití jejich typických licencí. Na rozdíl od otevřených formátů se proprietární formáty řídí a definují soukromými zájmy. Otevřené formáty jsou podmnožinou otevřených norem.
Primárním cílem otevřených formátů je garantovat dlouhodobý přístup k údajům bez současné nebo budoucí nejistoty ohledně legálních práv nebo technické specifikace. Běžným sekundárním cílem otevřených formátů je umožnit konkurenci, aby se nějakému komerčnímu dodavateli nedovolila kontrola nad proprietárním formátem a likvidace konkurenčních produktů. Vlády projevují stále větší zájem o otázky otevřených formátů.

## Otevřený software a otevřené formáty
Vztah mezi otevřenými formáty a otevřeným softwarem se často nechápe správně. Mnoho proprietárních softwarových produktů (software s uzavřeným kódem) ochotně používá otevřené formáty, a otevřený software může používat proprietární formáty. Například HTML, známý otevřený formát značkovacího jazyka používaný běžně na webu, tvoří základnu jednak pro proprietární internetové prohlížeče jako byl Windows Internet Explorer firmy Microsoft, ale také pro otevřené prohlížeče jako Mozilla Firefox. LibreOffice, otevřená počítačová kancelářská aplikace, může pracovat s proprietárními formáty DOC od Microsoftu, stejně jako s otevřenými formáty jako OpenDocument. Některé společnosti už publikovaly specifikace svých formátů, čímž umožnily implementovat prohlížeče, ale i editory pro různé platformy od různých komerčních prodejců, jako PDF od Adobe nebo RTF od Microsoftu. Nicméně, některé proprietární formáty jsou pokryty nějakou formou restriktivních požadavků, které mohou zakazovat implementaci pomocí otevřeného software (minimálně pod určitými licencemi, pro nich běžnými, jako například GNU General Public Licence). Podle některých kritiků takové formáty omezují volnou soutěž.

## Politický vývoj
Ve Spojených státech amerických se stal Massachusetts prvním státem, který konkrétně mluvil o otevřených formátech a jejich důležitosti pro veřejné dokumenty. Po navržení normy otevřeného formátu ohlášené Ericem Krissem, Massachusettský státní tajemník pro administrativu a finance svolal summit na 9. června 2005. Mezi účastníky nechyběli tajemník Kriss, vedoucí státního úřadu informatiky Peter Quinn, a představitelé proprietárních i otevřených formátů.
31. srpna 2005 vydal Massachusetts revidovaný návrh své strategie otevřeného formátu, který explicitně schválil formáty OASIS OpenDocument s účinností od začátku roku 2007. Dopad na komerční prodejce softwaru je takový, že jejich výrobky musí nejpozději v roce 2007 začít podporovat otevřené formáty, v opačném případě bude jejich software odstraněn z počítačů státních zaměstnanců. Microsoft Office, který si držel téměř 100% podíl kancelářského softwaru na počítačích Massachusettské vlády, zareagoval zasláním popisu své technologie dokumentového formátu Office Open XML do Ecma International, normovacího orgánu. Tento formát je spolu-sponzorovaný společnostmi Apple, Barclays Capital, BP, the British Library, Essilor, Intel Corporation, Microsoft, NextPage Inc., Statoil ASA a Toshiba. Následující verze Microsoft Office začala ukládat dokumenty v tomto formátu. Od verze Microsoft Office 2007 s opravným balíčkem SP2 Microsoft přidal i podporu formátu OpenDocument, jako součást svého závazku k součinnosti s Evropskou komisí. Uživatel rovněž dostal možnost vybrat si výchozí formát souborů, který bude aplikace používat.

## Příklady otevřených formátů
- OASIS Open Document formát pro kancelářské aplikace (pro kancelářské dokumenty)
- HTML/XHTML (značkovací jazyk)
- PDF (dokumentový popisovací formát)
- JPEG (obrázkový formát)
- PNG (obrázkový formát)
- SVG (obrázkový formát)
- FLAC (audio formát)
- Vorbis (audio formát)
- WebM (video formát)
- EPUB (souborový formát elektronických publikací)
- Open Design (CAD formáty) také OpenDWG
- Theora (video formát)
- NIfTI (obrázkový formát)